# The Aviation Herald
The Aviation Herald és una publicació que informa cada dia sobre incidents i situacions crítiques en empreses d'aviació civil. El servei és reconegut com a servei a la indústria en matèria de fets rellevants per a la seguretat. L'expert en seguretat aèria austríac Simon Hradecky en porta la versió en anglès. The Aviation Herald informa sobre incidents i accidents (casos que provoquen danys o lesions importants), així com estavellaments. La seva reputació fa que algunes aerolínies no estiguin satisfetes quan s'hi publica informació sobre incidents no coberts per la premsa generalista. La comunitat d'aviació valora la seva tasca de verificació d'informacions i la seva cobertura imparcial sobre la seguretat aèria. Sovint és citat per les persones interessades per la seguretat aèria. The Aviation Herald fins i tot és citat com a font fiable per diaris de gran prestigi. Tot i que té pocs lectors, és una publicació molt llegida per les persones amb un interès professional per la seguretat aèria. The Aviation Herald inclou informes sobre esdeveniments d'aviació des del 19 de juny del 1999 fins a l'actualitat.
Hi ha cinc categories principals:
- C — Crashes ('Estavellaments')
- A — Accidents
- I — Incidents
- N — News ('Notícies')
- R — Reports ('Informes')